# Hilde Rössel-Majdan
Hildegard Maria Rössel-Majdan (* 30. Jänner 1921 in Moosbierbaum; † 15. Dezember 2010 in Wien) war eine österreichische Opernsängerin (Alt).

## Leben
Hilde Rössel-Majdan studierte von 1945 bis 1949 Gesang an der Wiener Musikakademie, u. a. bei ihrem Schwiegervater Karl Rössel-Majdan (1885–1948). Sie trat seit 1946 als Sängerin auf. Ihre Stimme, eine tiefe Alt-Stimmlage (contralto) mit einer besonderen Klangfarbe, war besonders gut für Solopartien in Barockkantaten geeignet. Schon ihr Auftritt in der J. S. Bachs Matthäus-Passion unter der Leitung von Wilhelm Furtwängler brachte ihr einen bedeutenden Erfolg. 1950 wurde sie von der Wiener Staatsoper engagiert und gab ihr Debüt als Solistin am 18. September 1951 als Stimme von Antonias Mutter in Hoffmanns Erzählungen im Theater an der Wien. Insgesamt war sie an der Wiener Staatsoper mit 62 Partien in 1.553 Vorstellungen zu erleben. Unter anderem übernahm sie 65-mal den Part der Mercedes, 194-mal den der Marcellina in Le nozze di Figaro und 172-mal den der Annina in Der Rosenkavalier. Ab 1955 war sie Mitglied des Ensembles. Ihr letzter Auftritt fand am 22. November 1976 in Moses und Aron statt.
Rössel-Majdan trat auch in der Mailänder Scala, dem Londoner Covent Garden und anderen Opernhäusern auf. Sie nahm ab 1954 an den Salzburger Festspielen teil, später wurde sie auch zum Edinburgh Festival und zum Festival d’Aix-en-Provence eingeladen. Am 20. September 1962 erfolgte ihre Ernennung zur Kammersängerin.
Von 1966 bis 1972 lehrte sie am Johann-Joseph-Fux-Konservatorium Graz, wo sie 1970 zur a.o. Professorin für Lied- und Oratoriengesang ernannt wurde. Von 1972 bis zu ihrer Emeritierung 1991 war sie an der Wiener Musikakademie tätig, seit 1976 als ordentliche Professorin. Schüler von ihr waren unter anderem Wolfgang Holzmair, Alexander Kaimbacher, Edith Lienbacher und Marit Sauramo.

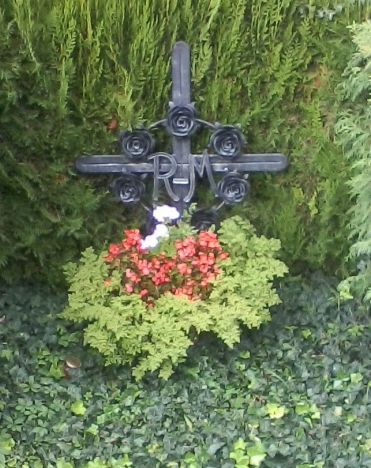
Feuerhalle Simmering – Grabstätte Rössel-Majdan

Rössel-Majdan war mit dem Kulturwissenschaftler Karl Rössel-Majdan (1916–2000) verheiratet. Sie wurde am Friedhof der Feuerhalle Simmering (Abteilung 2, Gruppe 2, Ring 3, Nummer 15) bestattet.

## Schaffen
Ihre Stimme wurde auf zahlreichen Tonaufnahmen festgehalten. Neben Opernaufnahmen (Strauss’ Der Rosenkavalier, Die Frau ohne Schatten, Ariadne auf Naxos, Mozarts Le nozze di Figaro, Die Zauberflöte) nahm sie in den frühen 1950er Jahren einige Werke von J. S. Bachs auf, etwa das Magnificat (Dirigent Felix Prohaska, Mimi Coertse, Hilde Rössel-Majdan, Anton Dermota, Frederic Guthrie, LP: Bach Guild, CD: Vanguard OVC 2010) oder unter der Leitung von Hermann Scherchen, der damals als Kenner der Neuen Musik bekannt war, die Kantaten für Alt-Stimmlage, wie Schlage doch, gewünschte Stunde (BWV 53) und Widerstehe doch der Sünde (BWV 54). Sie nahm auch zweimal an den Tonaufnahmen der Matthäus-Passion (BWV 244) (unter Hermann Scherchen und Mogens Wöldike) teil.
Aufnahme vom 8. April 1968 im Großen Sendesaal des Österreichischen Rundfunks in Wien, zwei Stabat mater von Karol Szymanowski und Tommaso Traetta, für Soli, gemischten Chor und Orchester, Dirigent Dietfried Bernet, Mimi Coertse, Hilde Rössel-Majdan, Ladislaus Anderko, Choreinstudierung Gottfried Preinfalk. Beides auf CD.
Nach der Einführung von Stereofonie um 1965 wurden die frühen monophonen Bach-Aufnahmen vergessen. Erst jetzt wurden sie nach fast einem halben Jahrhundert elektronisch entstaubt und auf CDs angeboten.

## Auszeichnungen
- 1962: Ernennung zur österreichischen Kammersängerin
- 1982: Österreichisches Ehrenkreuz für Wissenschaft und Kunst I. Klasse